# Діпдейл
Діпдейл (англ. Deepdale Stadium) — футбольний стадіон у Престоні, графство Ланкашир, Англія. Домашній стадіон футбольного клубу «Престон Норт Енд» з 1878 року. Вважається найстарішим футбольним стадіоном у світі, що безперервно використовувався в клубних матчах.

## Історія
Стадіон був побудований в 1875 році на місці ферми для проведення матчів з крикету і регбі. Перший футбольний матч на ньому пройшов 5 жовтня 1878 року. З тих пір на стадіоні виступає футбольний клуб «Престон Норт-Енд». 

### Старий «Діпдейл»
Зі зростанням популярності футболу стадіон розширювався. 8 вересня 1888 року на «Діпдейлі» пройшов перший матч у рамках Футбольної ліги, в якому «Престон Норт-Енд» розгромив «Бернлі» з рахунком 5:2. У 1890-ті роки була зведена західна трибуна (West Paddock), в кутку його розташувався намет для роздягалень (раніше футболісти переодягалися в старому готелі «Діпдейл»).
У 1921 році стадіон розширився: була побудована трибуна (пагорб) спіон коп, а західна трибуна була розширена для з'єднання зі спіон коп.
Згодом футбольне поле було передвинуто на три ярди північніше для будівництва трибуни «Таун Енд», завершене в 1928 році. Також були побудовані два тунелі під спіон коп. Після цього місткість стадіону зросла до 45 тисяч. Однак у 1933 році «Таун Енд» була частково знищена пожежею, після чого її довелося відновлювати. У 1934 році була зведена відносно невелика трибуна під назвою «Павільйон» довжиною всього 50 ярдів, яка вмістила офісні приміщення та роздягальні.
23 квітня 1938 року на стадіоні відбувся матч Першого дивізіону між «Престон Норт Енд» і «Арсеналом», за яким спостерігало 42 684 глядача — це рекорд відвідуваності стадіону.
На стадіоні також виступала жіноча футбольна команда «Дік, Керрс Лейдіз», дуже популярна в 1920-ті роки і навіть перемагала команди, в яких грали професійні футболісти-чоловіки.
У 1960-ті і 1980-ті роки над всіма трибунами були зведені дахи, також були розширені тераси.

### Штучний газон
У 1986 році керівництво «Престона» ухвалило рішення про укладання штучного (пластикового) газону на полі «Діпдейл» для використання його навіть в погану погоду. Планувалося це для генерації додаткового прибутку від здачі стадіону в оренду на матчі місцевих команд при зниженні кількості скасованих через негоду матчів, а також для використання стадіону в якості тренувального поля.
На той момент «Діпдейл» був одним з чотирьох футбольних стадіонів в Англії зі штучним газоном, але це викликало невдоволення вболівальників. У 1994 році штучне покриття було замінено на натуральне, до того моменту це був останній стадіон зі штучним газоном в Англії.

### Реновація

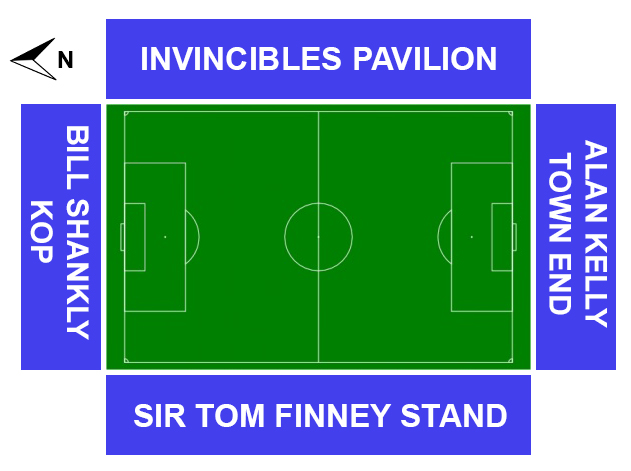
План стадіону

Концепція реконструкції «Діпдейла» була заснована на реконструкції італійського стадіону «Луїджі Ферраріс» в Генуї.
Реконструкція почалася в 1995 році, коли стара західна трибуна була демонтована, а на її місці зведена нова трибуна імені сера Тома Фінні вартістю 4,4 млн фунтів. На цій трибуні, крім власне глядацьких місць, були розміщені приміщення для преси та ресторани.
У 1998 році був реконструйований пагорб (коп) імені Білла Шенклі, а в 2001 році — трибуна імені Алана Келлі, замінила популярну терасу «Таун Енд». У 2008 році на даху пагорба Білла Шенклі був встановлений 5-метровий екран.
Стара трибуна «Павільйон» була перейменована в «Павільйон невразливих» (Invincibles Pavilion) в сезоні 2008/09. Назва трибуни є відсиланням до команди «Престон Норт Енд» в сезоні 1888/89, що стала першим чемпіоном Англії, першим володарем «дубля», а також єдиним англійським клубом, що пройшов сезон без поразок у лізі і в кубку країни. «Павільйон невразливих» включає VIP-ложі і ресторан, з якого відкривається вид на поле. 
В даний час «Діпдейл» вміщує понад 23 тисяч глядачів на чотирьох трибунах:
- Трибуна сера Тома Фінні (Sir Tom Finney Stand): 7893 місць
- Пагорб Білла Шенклі (Bill Shankly Kop): 5933
- Околиця Алана Келлі (Alan Kelly Town End): 5859
- Павільйон «невразливих» (Invincibles Pavilion): 3719

## Статуя сера Тома Фінні

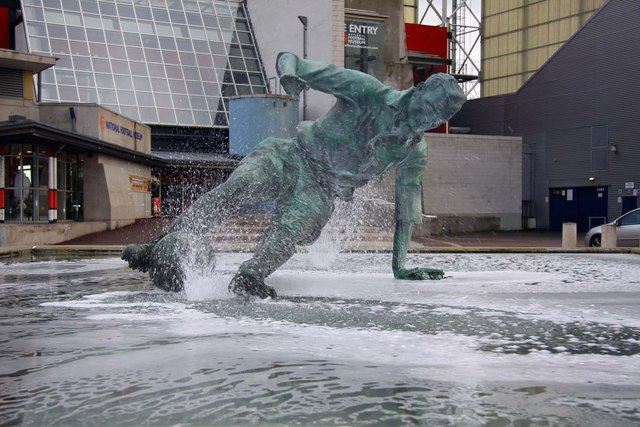
«Бризки», пам'ятник серу Тому Фінні

Неподалік від стадіону знаходиться пам'ятник серу Тому Фінні, знаменитому гравцю «Престон Норт Енд», роботи престонського скульптора Пітера Годжкінсона.
Пам'ятник був відкритий в липні 2004 року. Композиція була заснована на знаменитій фотографії, зробленій 5 серпня 1956 року на стадіоні «Стемфорд Брідж», на якій Том Фінні ковзає на мокрому газоні в калюжі бризок

## Міжнародні матчі
Стадіон приймав 3 матчі групового етапу і півфінал чемпіонату Європи серед жінок 2005 року.
28 березня 2011 року на стадіоні відбувся матч між збірною Англії до 21 року і збірної Ісландії до 21 року.
У 2012 році збірна Англії до 19 років провела на «Діпдейлі» дві гри елітного кваліфікаційного раунду до чемпіонату Європи до 19 років проти збірних Словенії та Швейцарії, 25 і 30 травня відповідно.